# Józef Litwin
Józef Litwin (ur. 16 listopada 1904 w Łodzi, zm. 11 października 1966 tamże) – polski prawnik, adwokat, profesor nauk prawnych, nauczyciel akademicki, dziekan Wydziału Prawa Uniwersytetu Łódzkiego (1949–1950), prorektor Uniwersytetu Łódzkiego (1950–1955), specjalista prawa administracyjnego, w tym prawa o aktach stanu cywilnego. Numizmatyk.

## Życiorys
Był synem łódzkich lekarzy stomatologów, Rafała Litwina i Justyny z domu Zonenberg, posiadających korzenie żydowskie. W 1923 uzyskał maturę w Wyższej Szkole Realnej Zgromadzenia Kupców m. Łodzi. W latach 1923–1927 studiował prawo Wydziale Prawa i Administracji Uniwersytetu Warszawskiego. W latach 1928–1934 odbył w Łodzi aplikację sądową i adwokacką, po czym rozpoczął prowadzenie kancelarii adwokackiej. Od 1932 do wybuchu wojny pełnił funkcję starszego asystenta przy Katedrze Prawa Administracyjnego Oddziału Łódzkiego Wolnej Wszechnicy Polskiej. W tym czasie wydał szereg publikacji naukowych.
Na stopień podporucznika został mianowany ze starszeństwem z 1 stycznia 1932 i 2633. lokatą w korpusie oficerów rezerwy piechoty. W 1934 posiadał przydział w rezerwie do 10 Pułku Piechoty w Łowiczu.
We wrześniu 1939 był uczestnikiem wojny obronnej jako podporucznik rezerwy, brał udział w obronie Warszawy. Znalazł się w niewoli niemieckiej. Został osadzony w obozach jenieckich, w tym najdłużej w Oflagu II C Woldenberg. Był tam zaangażowany jako wykładowca w akcji samokształcenia oficerów polskich.
Po zakończeniu wojny podjął praktykę adwokacką w prowadzonej wspólnie z żoną kancelarii (działalność tę prowadził do 1965). Był m.in. obrońcą ppłk. Stanisława Kasznicy, ostatniego komendanta głównego Narodowych Sił Zbrojnych. Był radcą prawnym i prawnikiem szeregu urzędów publicznych, w tym w latach 1946–1950 Wydziału Administracyjnego Zarządu Miejskiego w Łodzi oraz, krótko, w Departamencie Ustawodawczym Ministerstwa Sprawiedliwości w Łodzi. Z jego inicjatywy Urząd Stanu Cywilnego Łódź-Śródmieście, na mocy zarządzenia Ministra Administracji Publicznej z dnia 4 grudnia 1947 r., wydanego na podstawie art. 11 ust. 1 dekretu z dnia 22 października 1947 r. o ustalaniu treści sporządzonych za granicą aktów stanu cywilnego (metryk) obywateli polskich (Dz. U. P.P. Nr 65, poz. 302), stał się właściwy do wpisywania tych aktów do ksiąg stanu cywilnego oraz przechowywania postanowień sądowych ustalających treść aktu.
W 1947 na podstawie rozprawy napisanej pod kierunkiem prof. Mariana Zimmermanna uzyskał na Wydziale Prawno-Ekonomicznym Uniwersytetu Poznańskiego stopień naukowy doktora nauk prawnych. W 1948 został zastępcą profesora i kierownikiem Katedry Prawa Administracyjnego Uniwersytetu Łódzkiego. W 1950 został profesorem nadzwyczajnym, a w 1959 profesorem zwyczajnym. W latach 1949–1950 zajmował stanowisko dziekana Wydziału Prawa Uniwersytetu Łódzkiego, w latach 1950–1955 prodziekana tego wydziału, a w latach 1955–1960 był prorektorem Uniwersytetu Łódzkiego.
Jest uznawany za twórcę powstałego po II wojnie światowej polskiego prawa o aktach stanu cywilnego. Był współautorem projektu ustawy o szkołach wyższych z 1958, kodeksu postępowania administracyjnego, ustawy o sądownictwie administracyjnym oraz projektu ustawy o rozstrzyganiu sporów kompetencyjnych. Należał do grona pierwszych badaczy prawnej ochrony środowiska. Zajmował się numizmatyką: był znawcą i kolekcjonerem numizmatów. W 1983 Polskie Towarzystwo Archeologiczne i Numizmatyczne wybiło na jego cześć we własnej mennicy w Łodzi medal o średnicy 66mm x 32 mm i grubości 3 mm. Na awersie posiada on podobiznę Józefa Litwina z napisem Józef Litwin 1904–1966 badacz i kolekcjoner pieniądza papierowego PTAiN. Na rewersie widnieje podobizna banknotu i napis: Banknot chiński z XIV wieku z kolekcji Józefa Litwina w zbiorach Muzeum Archeologicznego i Etnograficznego w Łodzi / PTAiN – Sekcja Numizmatyczna w Łodzi – 1983.
Pozostałe po nim archiwalia naukowe są zdeponowane w Bibliotece Uniwersytetu Łódzkiego.
Był radnym Wojewódzkiej Rady Narodowej w Łodzi (1951–1957), przewodniczącym Komisji Porządku Publicznego tej Rady, członkiem Prezydium Wojewódzkiego Komitetu Frontu Narodowego w Łodzi (1954–1956), Rady Naukowo-Ekonomicznej przy Wojewódzkiej Komisji Planowania Gospodarczego w Łodzi (1955–1956), Rady Głównej Szkolnictwa Wyższego (1960–1963) i Komisji Kodyfikacyjnej.

## Członkostwo w korporacjach zawodowych i naukowych
- Naczelna Rada Adwokacka (1947–1950)
- Zarząd Główny Zrzeszenia Prawników Polskich
- Łódzkie Towarzystwo Naukowe
- Komitet Nauk Prawnych PAN[1]

## Ordery i odznaczenia
- Krzyż Komandorski Orderu Odrodzenia Polski
- Krzyż Oficerski Orderu Odrodzenia Polski
- Złoty Krzyż Zasługi
- Medal 10-lecia Polski Ludowej
- Honorowa Odznaka Miasta Łodzi
- Złota Odznaka Zrzeszenia Prawników Polskich[2]

## Życie prywatne
W 1935 zawarł związek małżeński z Marią Stefanią Litwin z domu Mowszowicz, prawniczką i adwokatką. Małżeństwo to było bezdzietne. W Holokauście zginęli wszyscy członkowie ich rodziny. Pochowany na cmentarzu komunalnym Doły w Łodzi.

## Publikacje
- Prawo o aktach stanu cywilnego : komentarz (1965)
- La lutte contre la pollution des eaux par l'industrie / rapport général de M. Joseph Litwin, accompagné des rapports nationaux émanant d’Allemagne fédérale, des Etats-Unis, de France, des Pays-Bas, de Pologne, du Royaume-Uni, de Suede et de Yougoslavie (1965)
- Bibliografia polskiego pieniądza papierowego (1963)
- Les conflits d'attributions entre les organes administratifs et les tribunaux de droit commun d'après un projet de loi polonais de 1962 (1962)
- Prawo o aktach stanu cywilnego : komentarz (1961)
- Uchwały rad narodowych : wzory i przykłady (1955)
- Likwidacja analfabetyzmu - likwidacją ograniczenia prawnego (1950)
- Zmiany w prawie o aktach stanu cywilnego (1950)
- Prawo o aktach stanu cywilnego : z komentarzem : ustawodawstwo, komentarz, przepisy związkowe, wzory aktów i wpisów (1949)
- Postępowanie administracyjne, postępowanie karno-administracyjne, postępowanie przymusowe w administracji : objaśnione orzecznictwem sądów najwyższych i okólnikami ministerialnymi (1948)
- Najnowsze polskie ustawy z zakresu prawa cywilnego a potrzeby wojska (1947)
- Prawo o aktach stanu cywilnego, jego geneza i zasady przewodnie (1946)
- Prawo o zmianie imion i nazwisk (1946)
- Pseudonim wojskowy (1945)
- Zawarcie małżeństwa przez pełnomocnika (1945)
- O potrzebie republikacji obowiązujących przepisów prawnych zaborczych w polskich tekstach autentycznych (1937)
- Postępowanie administracyjne, postępowanie karno-administracyjne, postępowanie przymusowe w administracji : objaśnione orzecznictwem (1937)
- Wstęp do ustawy i jego renesans (1934)
- Stosunek okólnika do prawa przedmiotowego w świetle orzecznictwa sądów (1934)
- Municypalne fabryki włókiennicze dawnej Łodzi : oprac. na podstawie materiałów Archiwum Akt dawnych m. Łodzi (1932)
- Zbiór przepisów prawnych w sprawach rejestracji stanu cywilnego wydanych po odzyskaniu niepodległości państwowej : ustawodawstwo, rozporządzenia wewnętrzne władz administracyjnych, orzecznictwo sądów (1931)
- Civitas Tusinensis : karty z przeszłości miasta Tuszyna : na podstawie materjałów w archiwum miejskiem (1930)
- Łódzkie surogaty monety zdawkowej z okresu powstania styczniowego (1928)
- Rosyjsko-polski słownik prawniczy (wspólnie m.in. z Józefem Nawrockim, 1960)
- Psie historie : [opowiadania] (autor wyboru, 1959)
- Prawo szkół wyższych : teksty i komentarze (współautorzy: Maurycy Jaroszyński, Walery Taborski, 1955)
- Radzieckie prawo karne wojskowe : część ogólna (autor: W. M. Czchikwadze; autorzy przekładu polskiego: Józef Litwin i Maria S. Litwin, 1952)
- Radzieckie prawo karne wojskowe : część szczegółowa (autor: W. M. Czchikwadze; autorzy przekładu polskiego: Józef Litwin i Maria S. Litwin, 1952)
- Teoria dowodów sądowych w prawie radzieckim (autor: Andrzej J. Wyszyński; autorzy przekładu polskiego: Józef Litwin, Leon Schaff; przedmowa: Stanisław Ehrlich, 1949)
- Odtwarzanie i umarzanie dokumentów utraconych, zniszczonych lub zagubionych : przepisy obowiązujące (1947)
- Prawo o aktach stanu cywilnego, 1945 r. wraz z przepisami wprowadzającymi (1945)
- Imię i nazwisko: zbiór przepisów polskiego prawa cywilnego i administracyjnego: zmiana i nadanie imienia i nazwiska przez władzę administracyjną: nazwisko rozwódki, dziecka rytualnego, uznanego nieślubnego: pseudonim: sprostowanie imienia i nazwiska: teksty ustawodawstwa, rozporządzeń wewnętrzno-administracyjnych oraz orzecznictwa sądowego i administracyjnego (1931)